# Randolph W. Bromery
Randolph Wilson Bromery, genannt Bill Bromery, (* 18. Januar 1926 in Cumberland, Maryland; † 26. Februar 2013 in Danvers, Massachusetts) war ein US-amerikanischer Geophysiker und Universitätsadministrator.
Bill Bromery wuchs in bescheidenen Verhältnissen während der Great Depression auf. Er diente im Zweiten Weltkrieg als Pilot bei den Tuskegee Airmen unter anderem in Italien. Danach begann er ein Studium an der Howard University in Washington, D.C., unterbrach dieses aber, um ab 1948 für den United States Geological Survey vom Flugzeug aus geophysikalische Messprogramme durchzuführen. Im selben Jahr heiratete er (aus der Ehe gingen fünf Kinder hervor). 1956 erwarb er den Bachelor-Abschluss in Mathematik an der Howard University und 1962 den Master-Abschluss in Geologie an der American University in Washington D.C. 1968 wurde er an der Johns Hopkins University bei Ernst Cloos promoviert. Schon 1967 gehörte er der Fakultät der University of Massachusetts in Amherst an, wo er Kanzler und Vizepräsident wurde. Von 1988 bis 1990 war er Präsident des Westfield State College und von 1992 bis 1999 des Springfield College. Danach war er Kanzler des Board of Regents of Higher Education von Massachusetts.
Bromery unternahm geophysikalische Messungen (Magnetismus, Schwere, Radioaktivität u. a.) vom Flugzeug aus in Nordamerika und auch in Westafrika (Liberia). Er ist Mitgründer der Weston Geophysics International Corporation und war von 1981 bis 1986 deren Manager. 1983 gründete er die Geosciences Engineering Corporation. Er war im Aufsichtsrat großer Firmen, Banken und Versicherungen wie Exxon.
Er spielte eine Pionierrolle dadurch, dass er als Afroamerikaner in den Geowissenschaften in den USA Karriere machte. Er wurde Outstanding Black Scientist der National Academy of Sciences und erhielt den Distinguished Service Award der Geological Society of America, deren Präsident er 1988 war. Er ist mehrfacher Ehrendoktor. Aufgrund seiner Initiative wurde die Bibliothek der University of Massachusetts nach dem afroamerikanischen Bürgerrechtler W. E. B. Du Bois benannt.